# Carrer dels Banys Nous
El carrer dels Banys Nous és una via urbana que forma part del circuit exterior de la Muralla romana de Barcelona entre els d'Avinyó i de la Palla.

## Història
El nom del carrer prové dels Banys Nous de Barcelona, uns antics banys que hi hagué en aquest carrer i que van subsistir fins al 1834. Se sap que l'any 1160 Ramon Berenguer IV va fer un contracte amb l'alfaquí Abraham Bonastruc per fer uns banys públics a l'hort reial que hi havia prop del nou castell vescomtal.
La major part de les façanes corresponen a reedificacions o reformes dels segles xviii i xix. Cal destacar la presència d'algunes botigues que conserven antics aparadors de fusta de gran vistositat.